# (20200) Donbacky
(20200) Donbacky est un astéroïde de la ceinture principale.

## Description
(20200) Donbacky est un astéroïde de la ceinture principale. Il fut découvert le 28 février 1997 à Montelupo par Maura Tombelli et Giuseppe Forti. Il présente une orbite caractérisée par un demi-grand axe de 2,77 UA, une excentricité de 0,11 et une inclinaison de 8,3° par rapport à l'écliptique.

## Compléments